# Naver Whale
Naver Whale (en coreano: 네이버 웨일) es un navegador web gratuito desarrollado por la empresa tecnológica surcoreana Naver Corporation, que está disponible principalmente disponible en inglés y coreano. Está disponible en Android desde el 13 de abril de 2018.

## Características
Dado que el navegador está basado en Chromium desde su creación en 2011, las aplicaciones de Google Chrome son compatibles con el navegador.
Las páginas web pueden traducirse a través de su servicio Naver Papago, ya sea desde el coreano, el japonés y muchos otros idiomas.
El navegador Naver Whale tiene sus propias extensiones a las que se puede acceder a través de la Whale Store.
El navegador Naver Whale ofrece la funcionalidad llamada Whale On, que consiste en poder realizar videoconferencias sin preocuparse de los límites de tiempo. Hasta 500 personas pueden acceder al mismo tiempo, y se dispone de varias funciones, como compartir la pantalla y controlar el micrófono y la cámara.